# KolibriOS
KolibriOS는 완전하게 어셈블리어로 작성된 조그마한 오픈 소스 x86 운영 체제이다. 2004년에 미뉴엣OS에서 분기되었으며 그 이후로 독립 개발을 통해 운영되고 있다.
테크레이다는 2009년 대안 운영 체제의 리뷰에서 성능과 간결한 코드 베이스가 "엄청나게 감명깊었다"고 이야기하였다.

## 시스템 요구 사항
- i586 호환 CPU 필요
- 8 MB의 RAM[4]
- VESA 호환 그래픽 카드
- 1.44MB 3.5" 플로피 드라이브, 하드 디스크, USB 플래시, CD 드라이브
- 키보드와 마우스 (COM, PS/2, USB)

## 지원 하드웨어
- 하드 디스크 및 일부 USB 스틱. 지원 파일 시스템은 FAT12, FAT16, FAT32 (긴 파일 지원), NTFS (부분적으로 읽기 전용), ext2/ext3/ext4 (부분적으로 읽기 전용), XFS (부분적으로 읽기 전용), CDFS이다.
- 오디오: AC'97 오디오 코덱 지원: 인텔, 엔포스, 엔포스2, 엔포스3, 엔포스4, SIS7012, FM801, VT8233, VT8233C, VT8235, VT8237, VT8237R, VT8237R 플러스, EMU10K1X 칩셋
- 오디오: 특정 메인보드의 인텔 고선명 오디오 지원
- 비디오: AMD, ATI, 인텔 칩셋

## 개발 브랜치
- KolibriACPI: 확장 ACPI 지원
- KolibriNET: 확장 네트워크 지원
- Kolibri-A: 임베디드 애플리케이션과 하드웨어 엔지니어링에 최적화된 엑소커널 버전의 KolibriOS. 일부 AMD APU 기반 플랫폼만 현재 지원된다.

## 같이 보기
- 미뉴엣OS